# Kabupaten de Halmahera du Nord
Le kabupaten de Halmahera du Nord, en indonésien Kabupaten Halmahera Utara, est un kabupaten de la province indonésienne des Moluques du Nord. Sa superficie est de 24 983 km2, dont 5 447 km2 de terres. Sa population était de 221 200 habitants en 2006. Son chef-lieu est Tobelo.
Le kabupaten est composé de 115 îles.

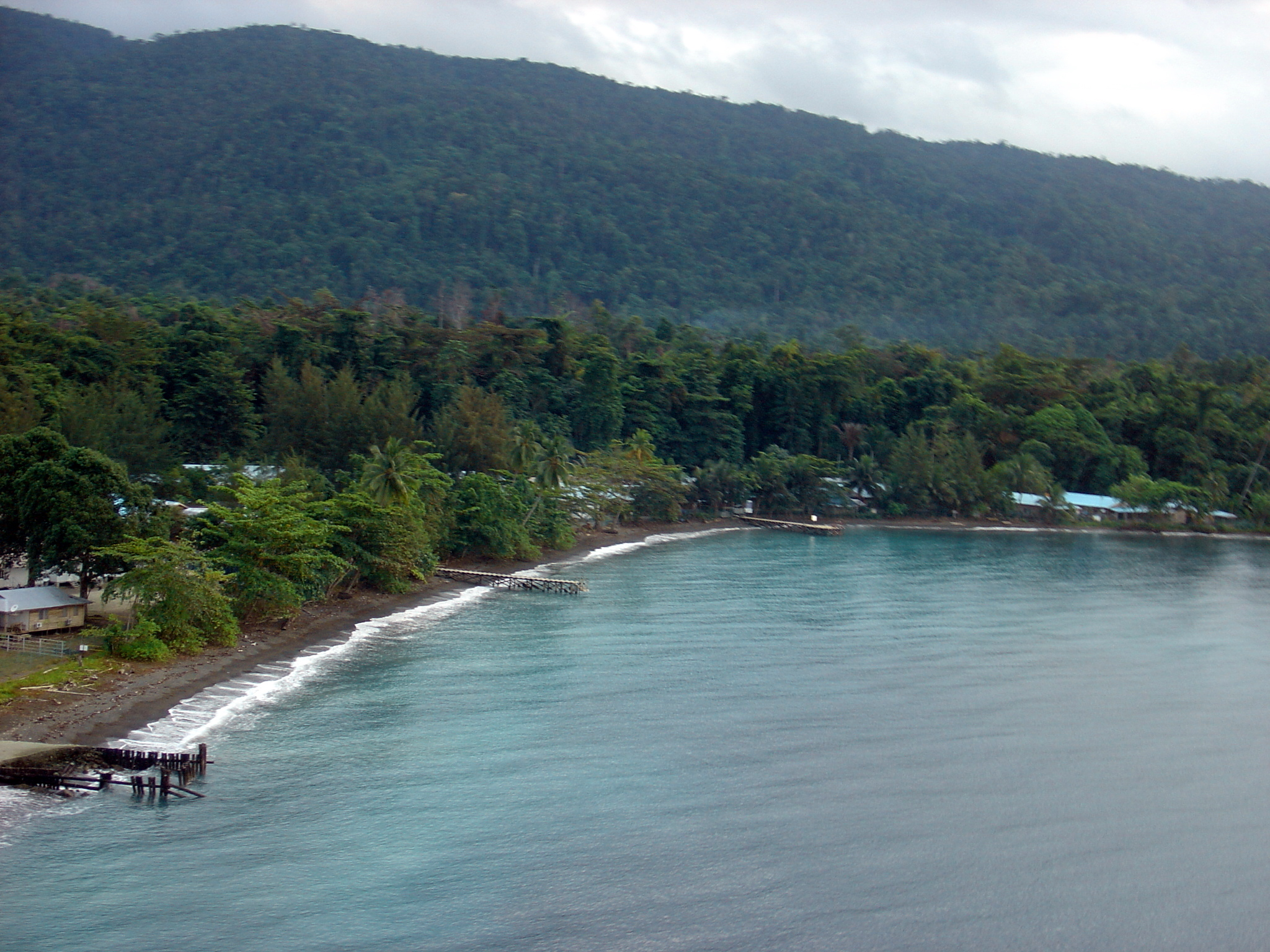
Vue de la régence de Halmahera du Nord